# Wuling Hongguang S1
Wuling Hongguang S1 (кит.: 五菱宏光S1) — компактвэн, выпускающийся подразделением SAIC-GM-Wuling с 2015 по 2017 в Китае и с 2017 года в Индонезии под названием Wuling Confero. Версия микроавтобуса была представлена в Индонезии в 2018 году под названиями Wuling Formo и Wuling Formo S, в то время как версия пикапа была представлена в Индонезии в 2023 году под названием Wuling Formo Max. 

## Описание

### Китай
В Китае Hongguang S1 был запущен в производство 20 августа 2015 года в комплектациях Standard, Comfort и Luxury. В иерархии автомобиль расположен над Hongguang и Hongguang S. 20 апреля 2016 года была представлена новая комплектация Hongguang S1 Exclusive с другим дизайном экстерьера, основанная на комплектации Luxury. Из-за низких продаж Hongguang S1 был снят с производства в начале 2017 года. Преемником стал Hongguang S3.

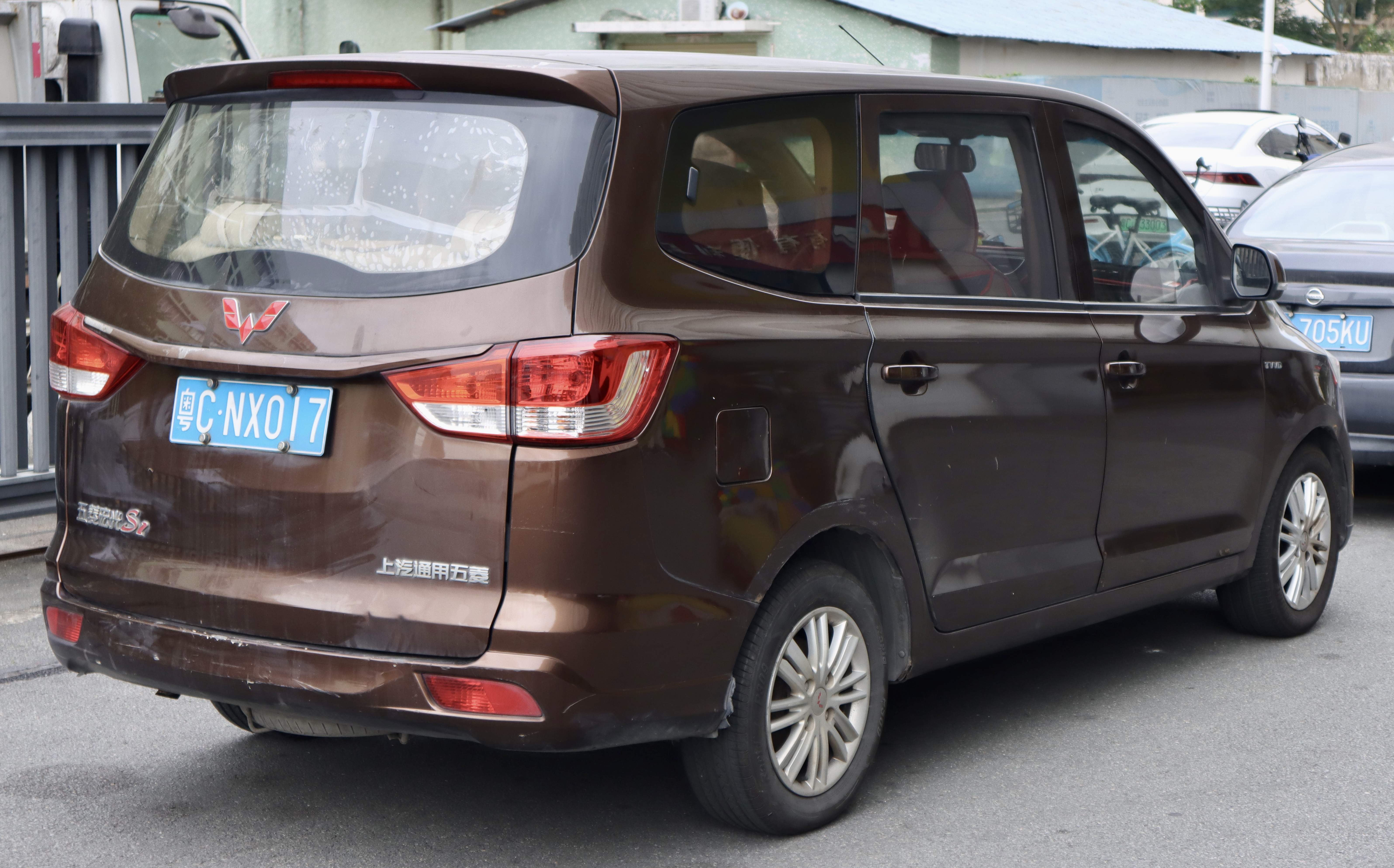
Вид сзади

### Индонезия
В Индонезии Hongguang S1 продаётся со 2 августа 2017 года под названием Wuling Confero. Всего было представлено 2 варианта: Confero на базе Hongguang S1 и Confero S на базе Hongguang S1 Exclusive. Интерьер Confero окрашен в серый цвет, в то время как интерьер Confero S окрашен в двухцветный бежево-чёрный цвет.
7 ноября 2018 года начался выпуск коммерческого фургона Wuling Formo с 1,2-литровым бензиновым двигателем. Интерьер окрашен в серый или коричневый цвет.
Название «Confero» произошло от латинского слова, обозначающего «единение», в то время как «Formo» на том же языке обозначает «формирование».
22 апреля 2019 года был представлен вариант Confero S ACT с шестиступенчатой полуавтоматической трансмиссией, разработанной компанией Schaeffler Group. Также были внесены незначительные изменения: чёрный интерьер, центральное зеркало дневного или ночного обзора, регулятор высоты сиденья водителя, сигнал аварийной остановки и электрические зеркала заднего вида, а также удаление задних противотуманных фар и порта HDMI.
10 марта 2021 года в Confero S были внесены ещё одни изменения, включающие в себя «спортивный» дизайн передней части, удаление крышки двигателя (за исключением комплектации ACT), выравнивание фар, аналоговые часы (за исключением комплектаций L и ACT), USB-порт в третьем ряду и изменение фаз газораспределения (за исключением комплектации ACT). 3 июня 2021 года Confero подвергся рестайлингу. 22 октября 2021 года Formo также прошёл рестайлинг и стал называться Formo S.
В январе 2023 года был налажен выпуск пикапа Wuling Formo Max с 1,5-литровым двигателем от Confero.

### Зарубежные рынки
Wuling Confero S начал выпускаться в Брунее 7 июня 2024 года. Импортированный из Индонезии, автомобиль выпускается в комплектации C Lux. Он оснащён 1,5-литровым бензиновым двигателем в паре с пятиступенчатой механической трансмиссией. Вместимость 8 мест.

## Галерея

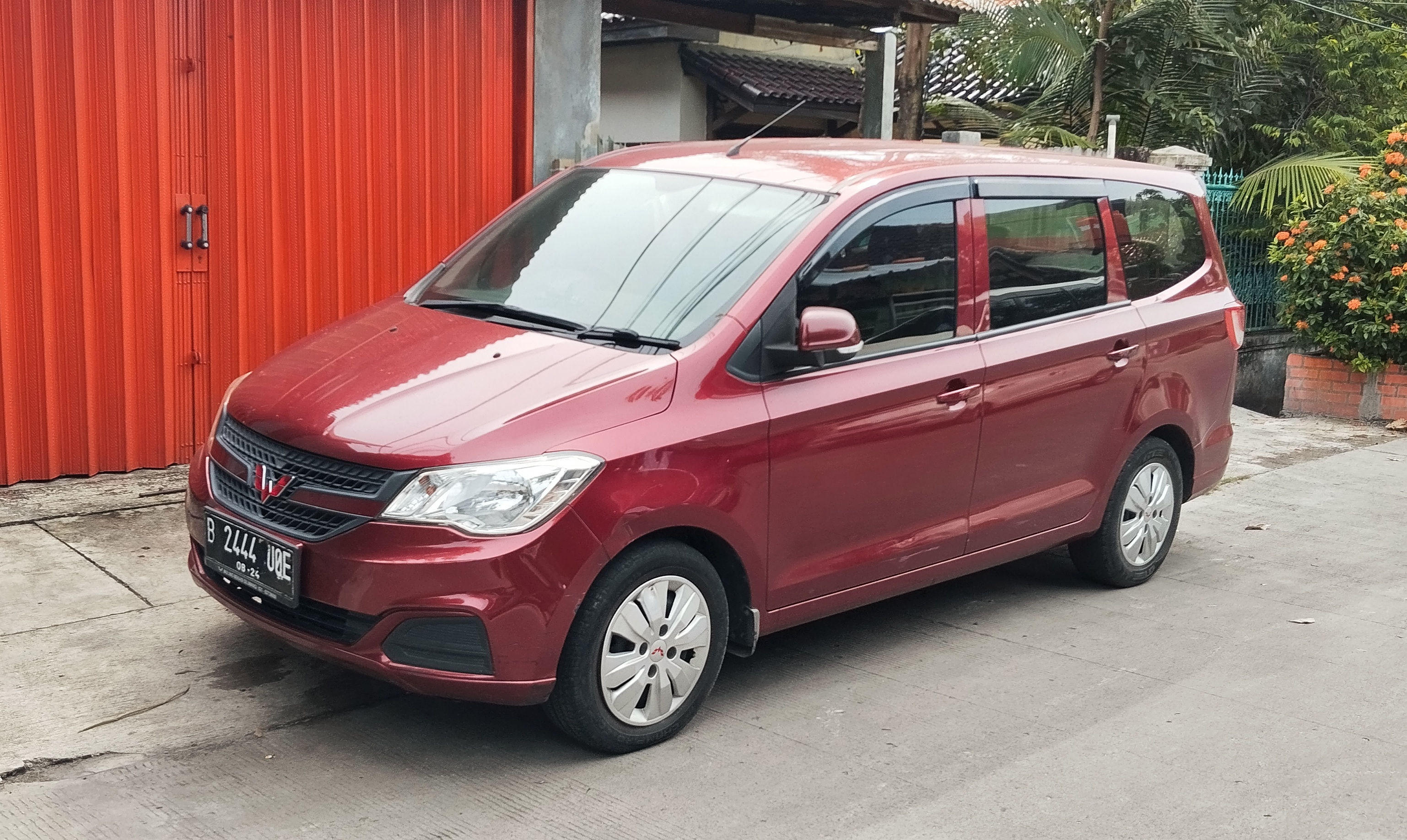
2019 Wuling Confero
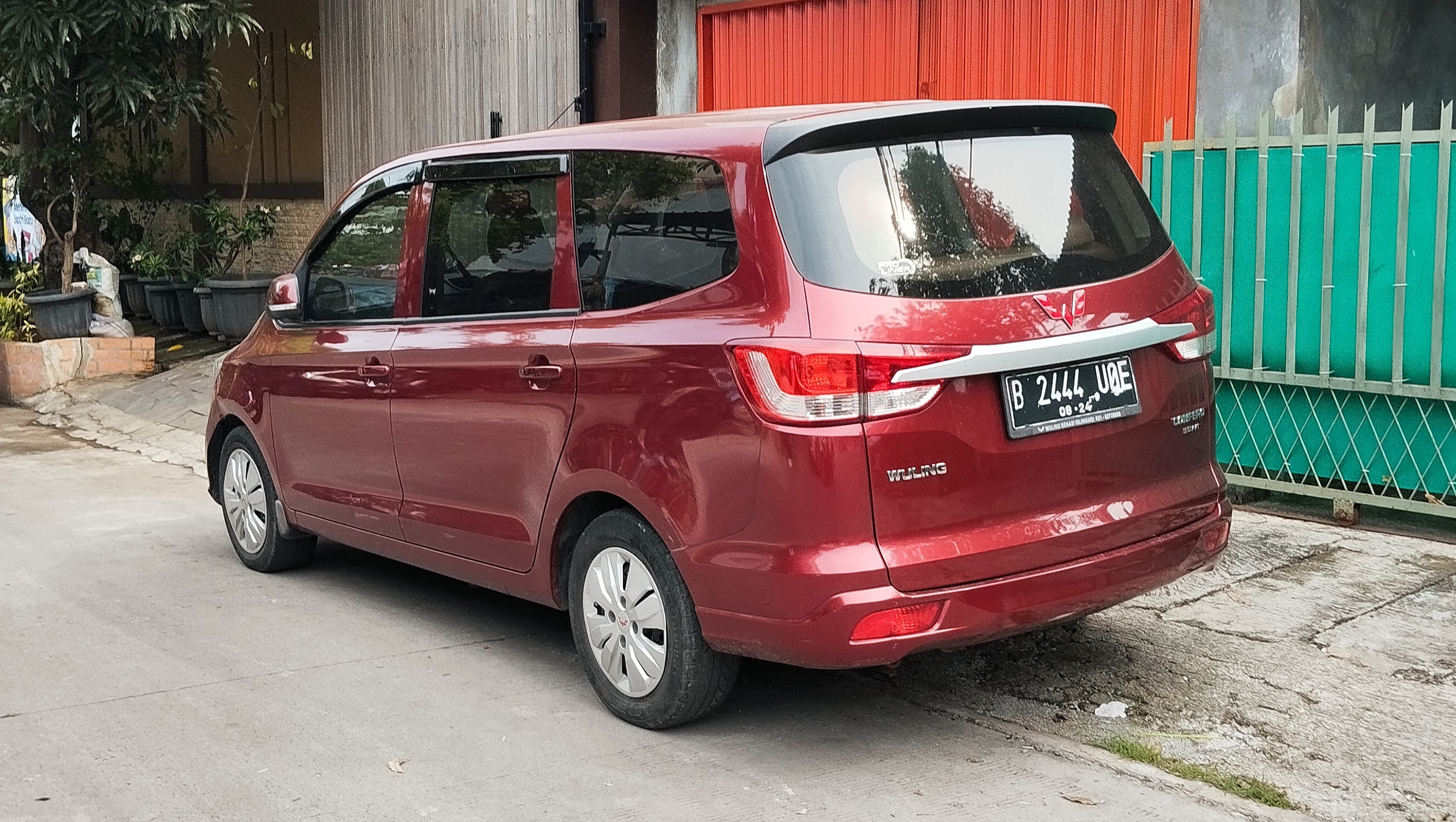
2019 Wuling Confero
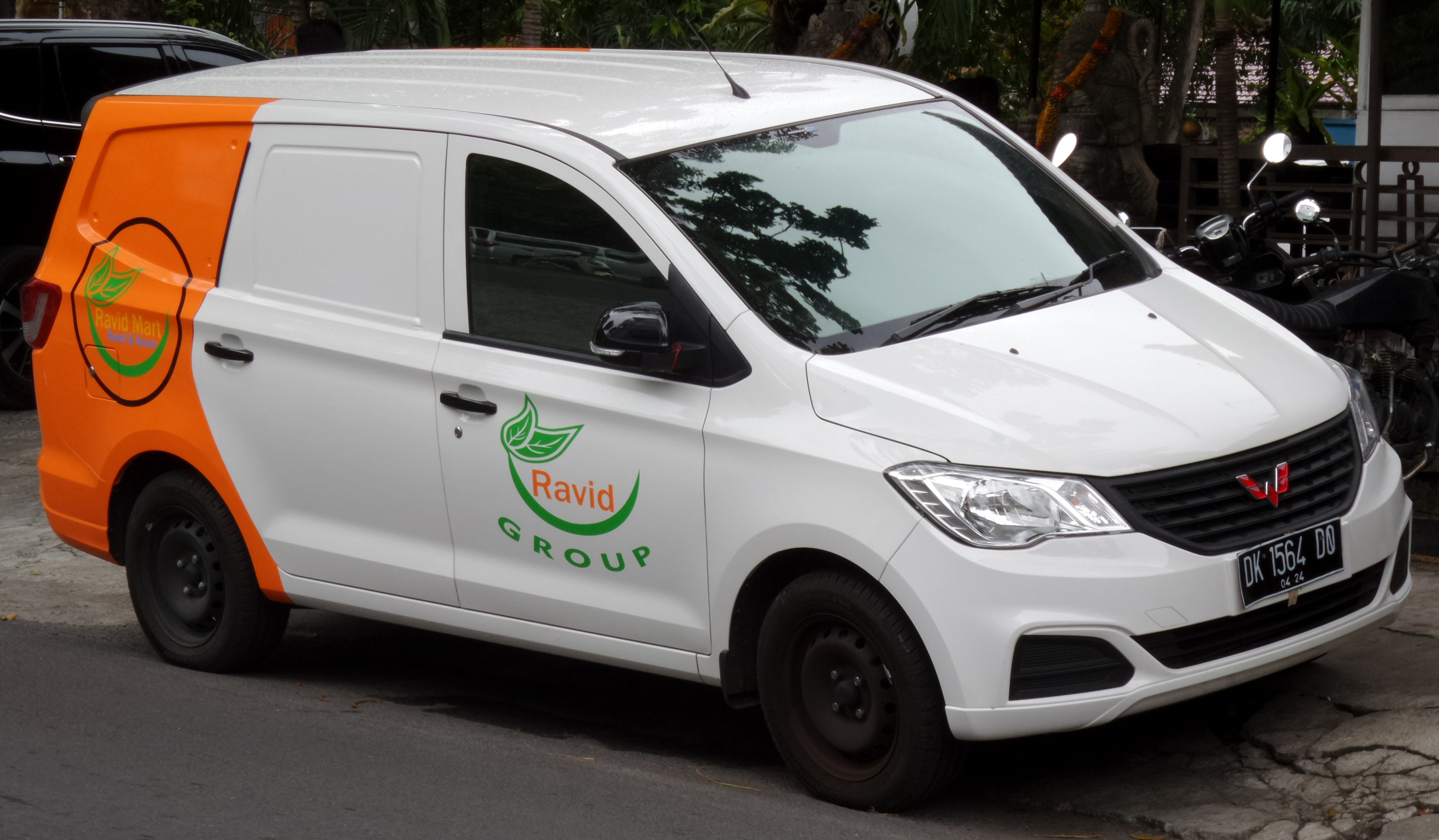
2019 Wuling Formo Blind Van
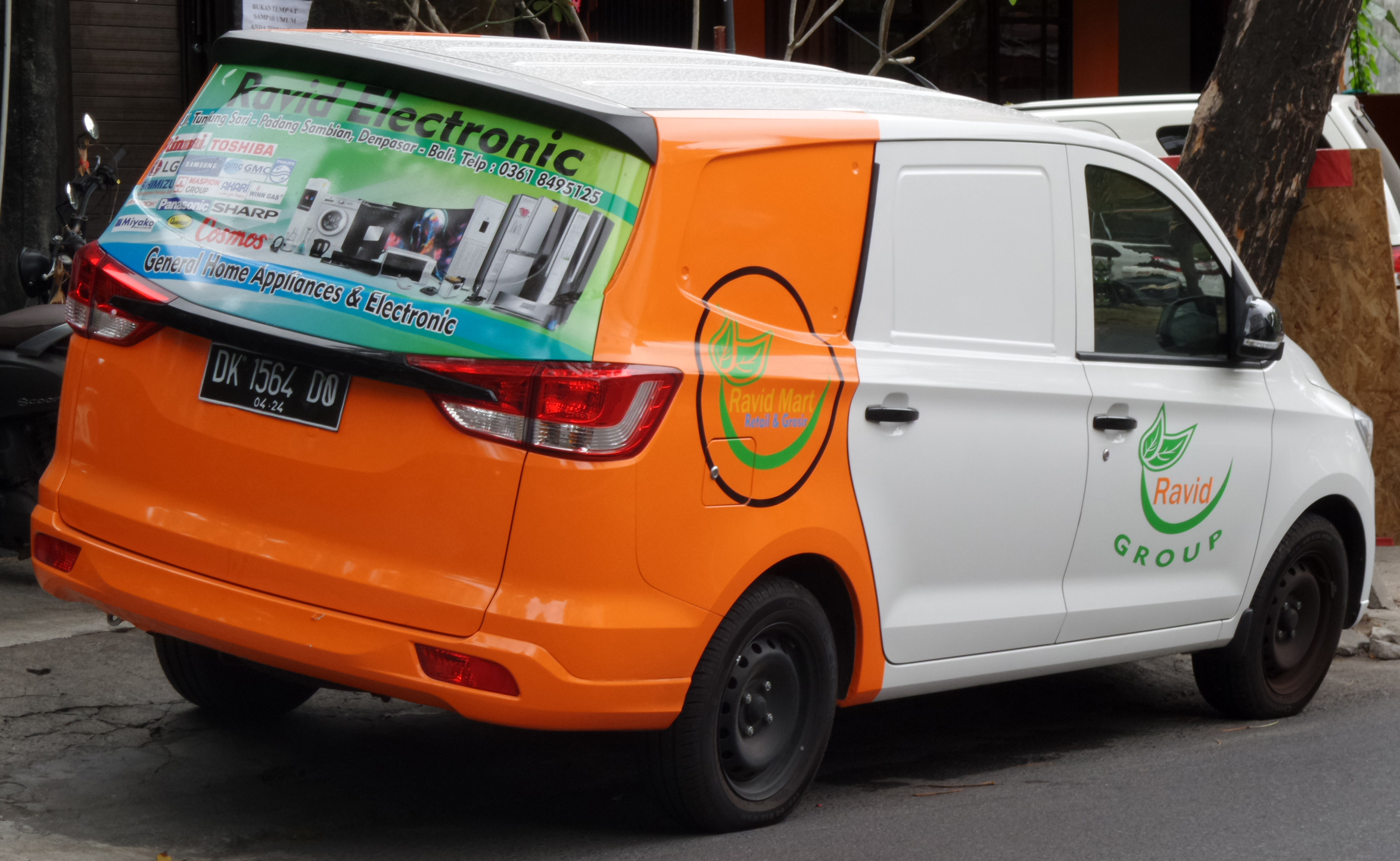
2019 Wuling Formo Blind Van
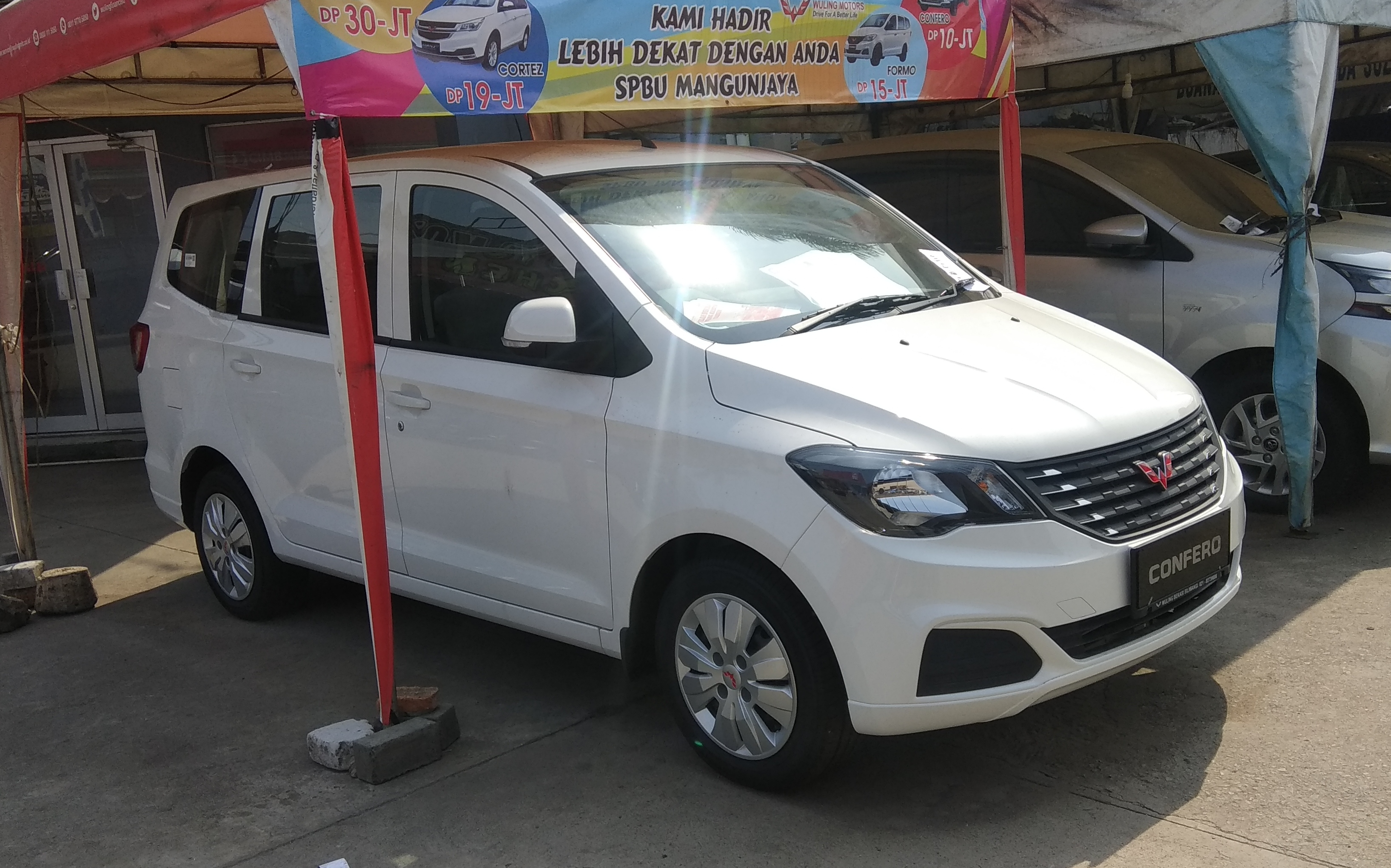
2021 Wuling Confero
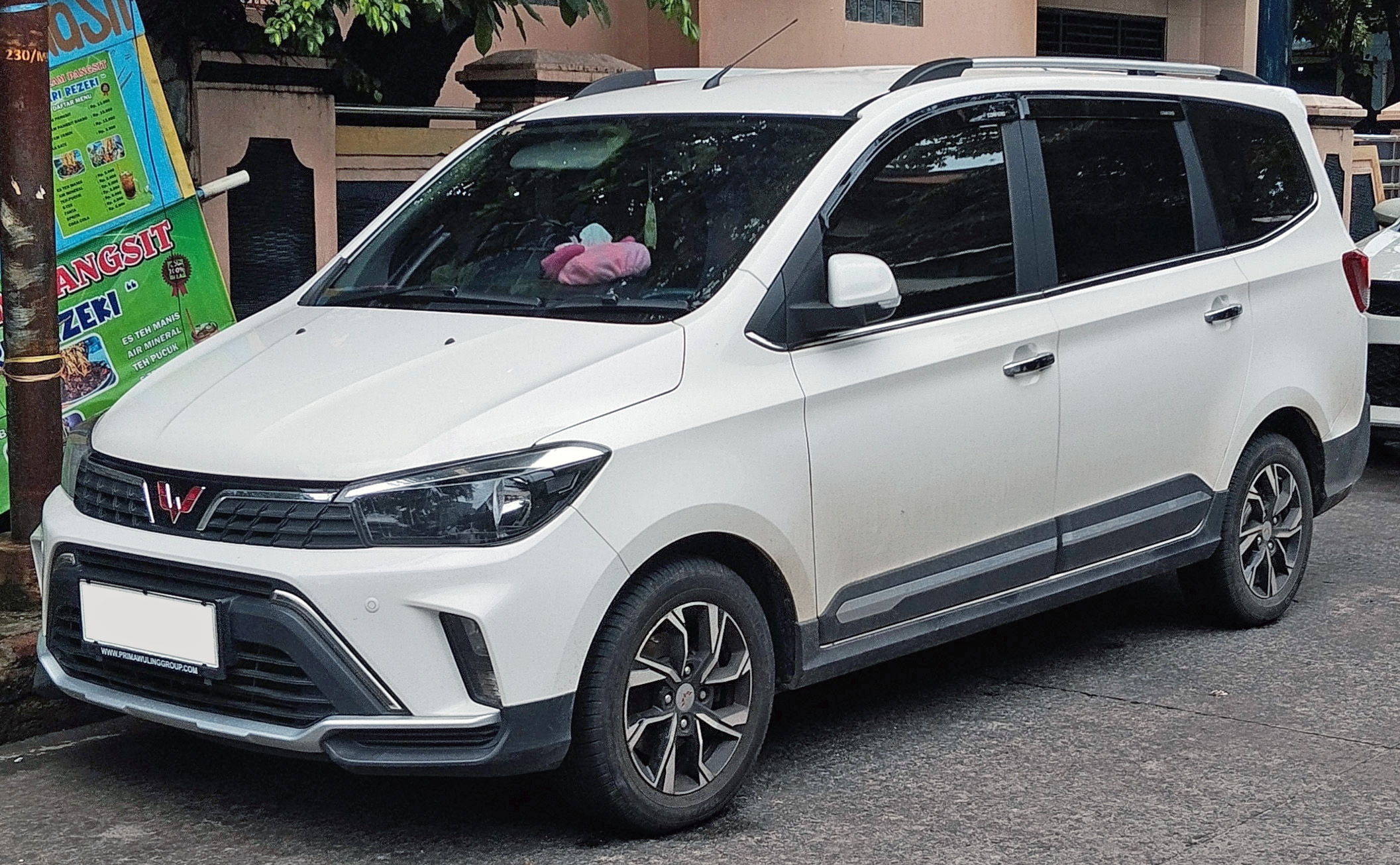
2022 Wuling Confero S L
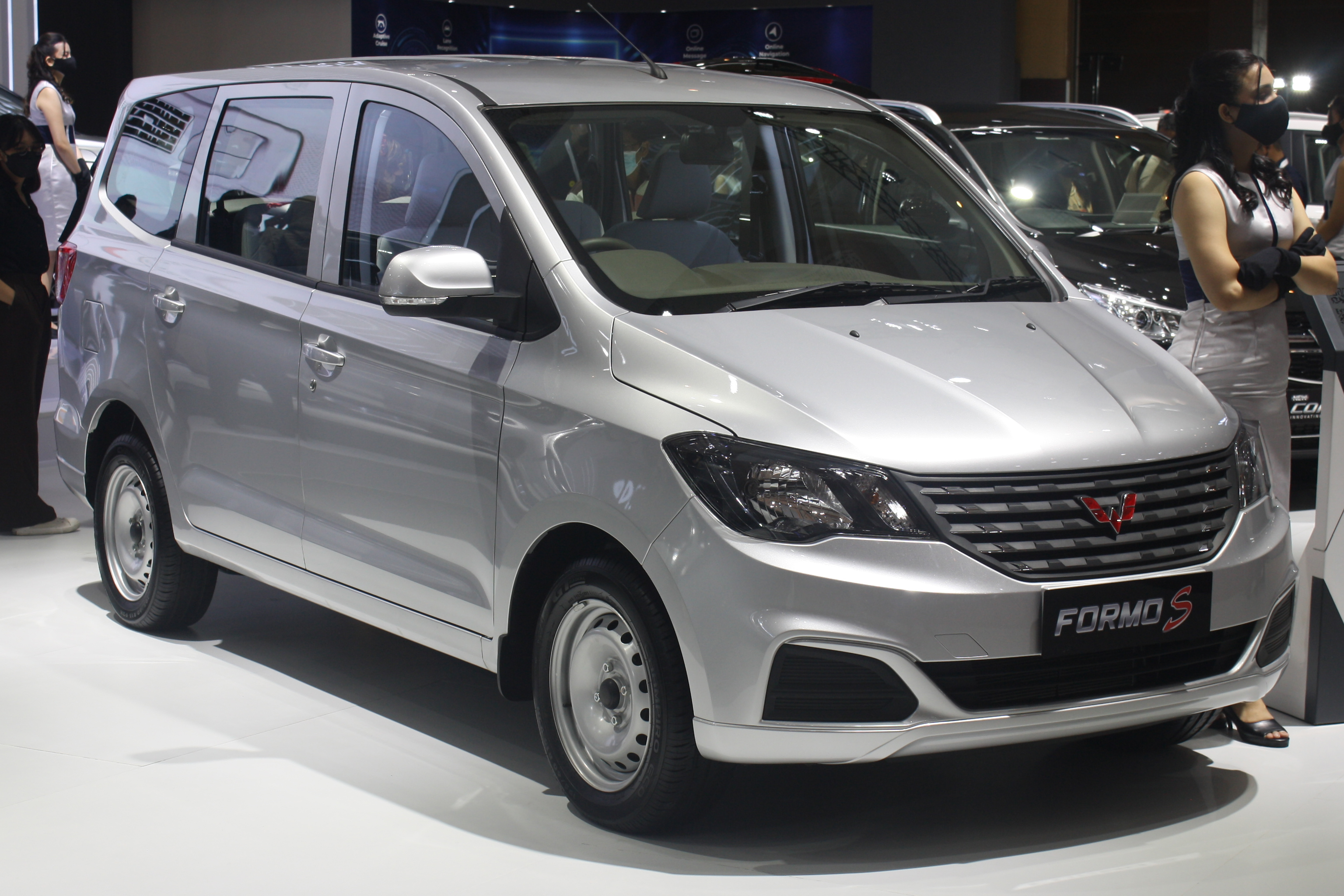
2022 Wuling Formo S
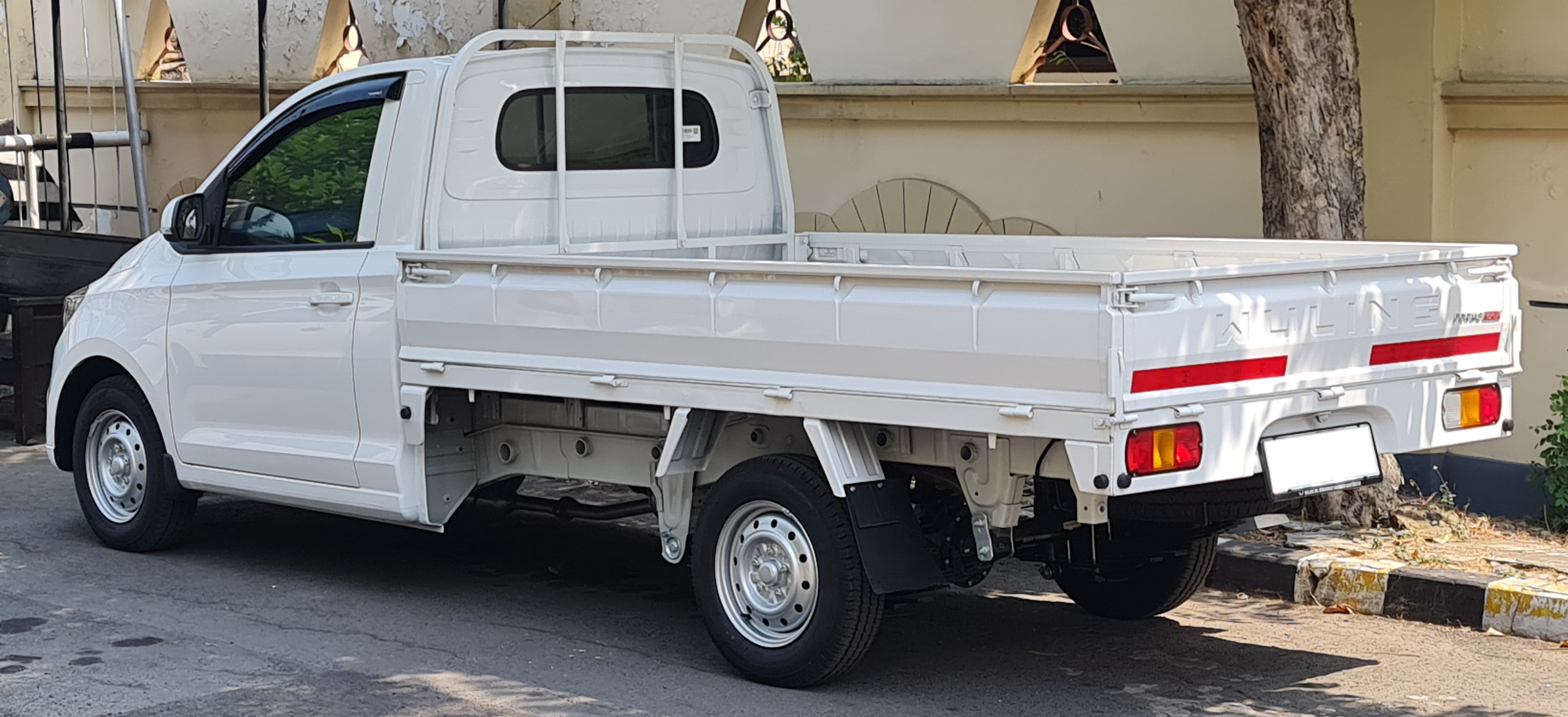
2023 Wuling Formo Max
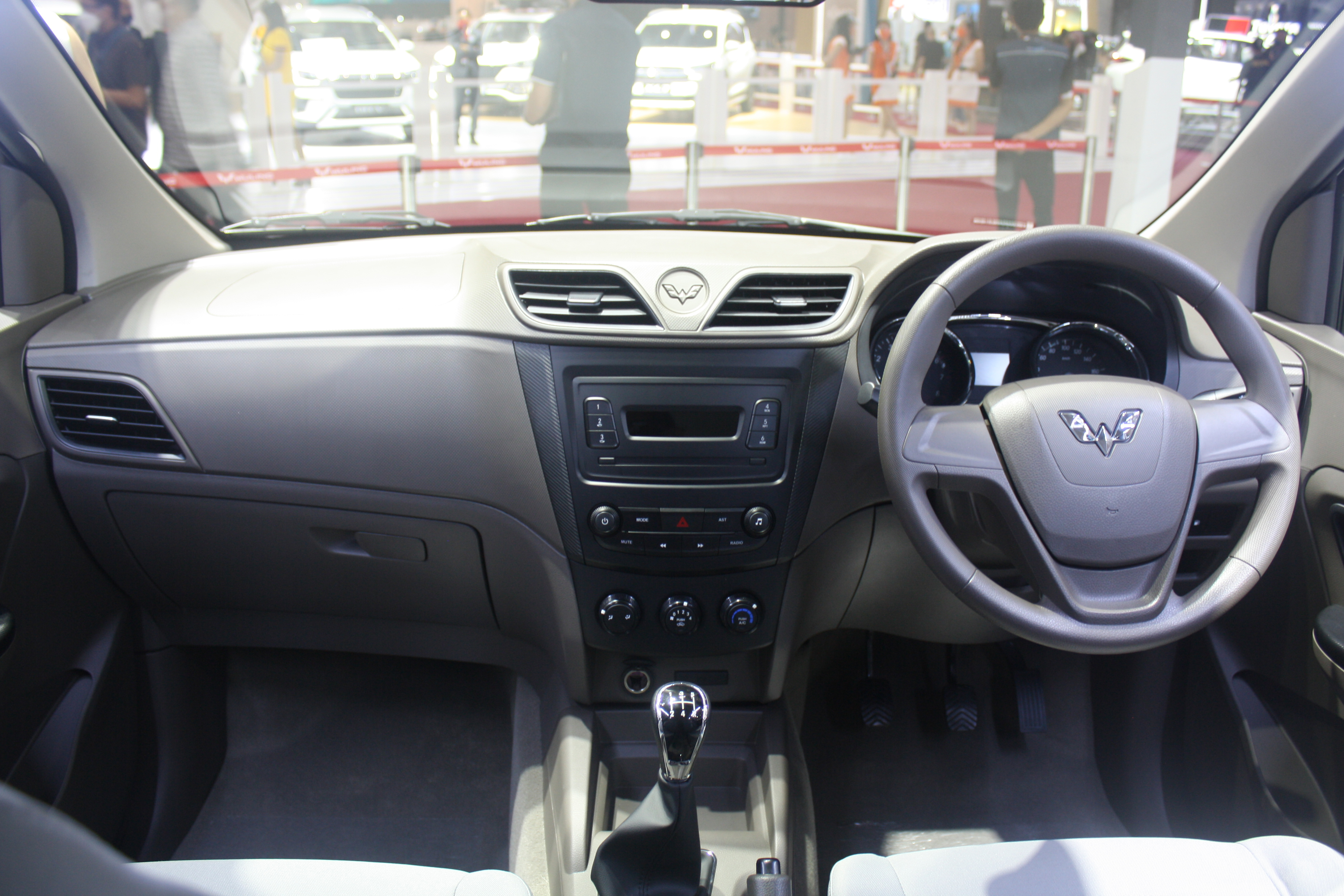
Интерьер (Formo)

## Продажи
| Год  | Индонезия | Индонезия | Индонезия |
| Год  | Confero   | Formo     | Formo Max |
| ---- | --------- | --------- | --------- |
| 2017 | 4,958     |           |           |
| 2018 | 11,062    | 83        |           |
| 2019 | 9,137     | 301       |           |
| 2020 | 3,060     | 388       |           |
| 2021 | 10,488    | 999       |           |
| 2022 | 10,844    | 1,285     |           |
| 2023 | 5,887     | 763       | 1,319     |